# Adventures of Sherlock Holmes; or, Held for Ransom
Adventures of Sherlock Holmes; or, Held for Ransom é um filme mudo norte-americano de 1905, digirido por James Stuart Blackton para a Vitagraph Studios. Foi o segundo filme baseado nas histórias do detetive Sherlock Holmes do escritor britânico Arthur Conan Doyle depois de Sherlock Holmes Baffled, um curta-metragem de 1900. O filme é considerado como a primeira tentativa de filmar uma adaptação "séria" de Holmes. O cenário é baseado no enredo do romance The Sign of the Four, de Arthur Conan Doyle.
Lançado em 7 de outubro de 1905, o filme é estrelado por Maurice Costello como Sherlock Holmes, H. Kyrle Bellew como John Watson e J. Barney Sherry num papel não listado. Embora às vezes considerado um filme perdido, fragmentos ainda existem na Biblioteca do Congresso. O filme foi filmado em 35 mm em preto e branco.